# Tarahumara central
Le tarahumara central (ou raramuri, ou tarahumara des basses terres) est une langue amérindienne de la famille des langues uto-aztèques parlée par les Tarahumaras, dans le Sud-Ouest du Chihuahua, au Mexique.

## Variétés
Le tarahumara est divisé en plusieurs variétés sans compréhension mutuelle. Cependant l'état des recherches actuelles ne permet pas d'établir clairement le nombre précis de variétés, ni s'il s'agit de langues différenciées.
Dans leur ensemble, ces variétés de la branche des langues uto-aztèques du Sud sont parlées par environ 60 000 personnes, mais leur emploi est en déclin au profit de l'espagnol.

## Écriture
Le tarahumara central s'écrit avec une orthographe basée sur l'usage espagnol. Certains phonèmes sont notés à l'aide de digraphes : /ch/ noté [tʃ], ainsi churi [ˈtʃuri], - poulet. /qu-/ noté [k], devant [i] et [e], ailleurs /c/ est utilisé, ainsi quicháo [kiˈtʃao] - sept, mais co'hua [ˈkoʔwa] - manger. Enfin /hu-/ suivi d'une voyelle, noteé[w], ainsi qui'huí [kiʔˈwi] - porter du bois.
Le [h] est écrit /j/, ainsi huijá [wiˈha] - être couché. Le coup de glotte est écrit avec l'apostrophe. L'accent est marqué selon les règles de l'espagnol.

## Phonologie

### Voyelles
|         | Antérieure    | Centrale      | Postérieure   |
| ------- | ------------- | ------------- | ------------- |
| Fermée  | i [i] iː [iː] |               | u [u] uː [uː] |
| Moyenne | e [e] eː [eː] |               | o [o] oː [oː] |
| Ouverte |               | a [a] aː [aː] |               |

### Consonnes
|               |               | Bilabiale | Dentale | Rétroflexe  | Palatale | Vélaire | Glottale |
| ------------- | ------------- | --------- | ------- | ----------- | -------- | ------- | -------- |
| Occlusives    | Sourdes       | p [p]     | t [t]   |             |          | k [k]   | ʔ [ʔ]    |
| Occlusives    | Sonores       | b [b]     |         |             |          | g [g]   |          |
| Fricatives    | Fricatives    |           | s [s]   |             |          |         | h [h]    |
| Affriquées    | Affriquées    |           |         |             | č [tʃ]   |         |          |
| Nasales       | Nasales       | m [m]     | n [n]   |             |          |         |          |
| Liquides      | Liquides      |           |         | r [ɽ] l [ɭ] |          |         |          |
| Semi-voyelles | Semi-voyelles | w [w]     |         |             | y [j]    |         |          |